# Jihoukrajinská fronta
Jihoukrajinská fronta je jedna z front probíhající ruské invaze na Ukrajinu v roce 2022. Střetávají se na ní Ozbrojené síly Ruské federace a Ozbrojené síly Ukrajiny, konflikt začal ruskou Chersonskou ofenzívou z Krymu 24. února 2022, po které ruské síly dobyly Cherson a obklíčily Mykolajiv. Tam však byly ukrajinskou armádou zadrženy. Na konci srpna 2022 zahájili Ukrajinci protiofenzivu mající za cíl vytlačit ruské ozbrojené síly z pravého břehu Dněpru a z Chersonu. To se ukrajinské armádě po stažení ruských vojsk v listopadu 2022 povedlo.

## Pozadí

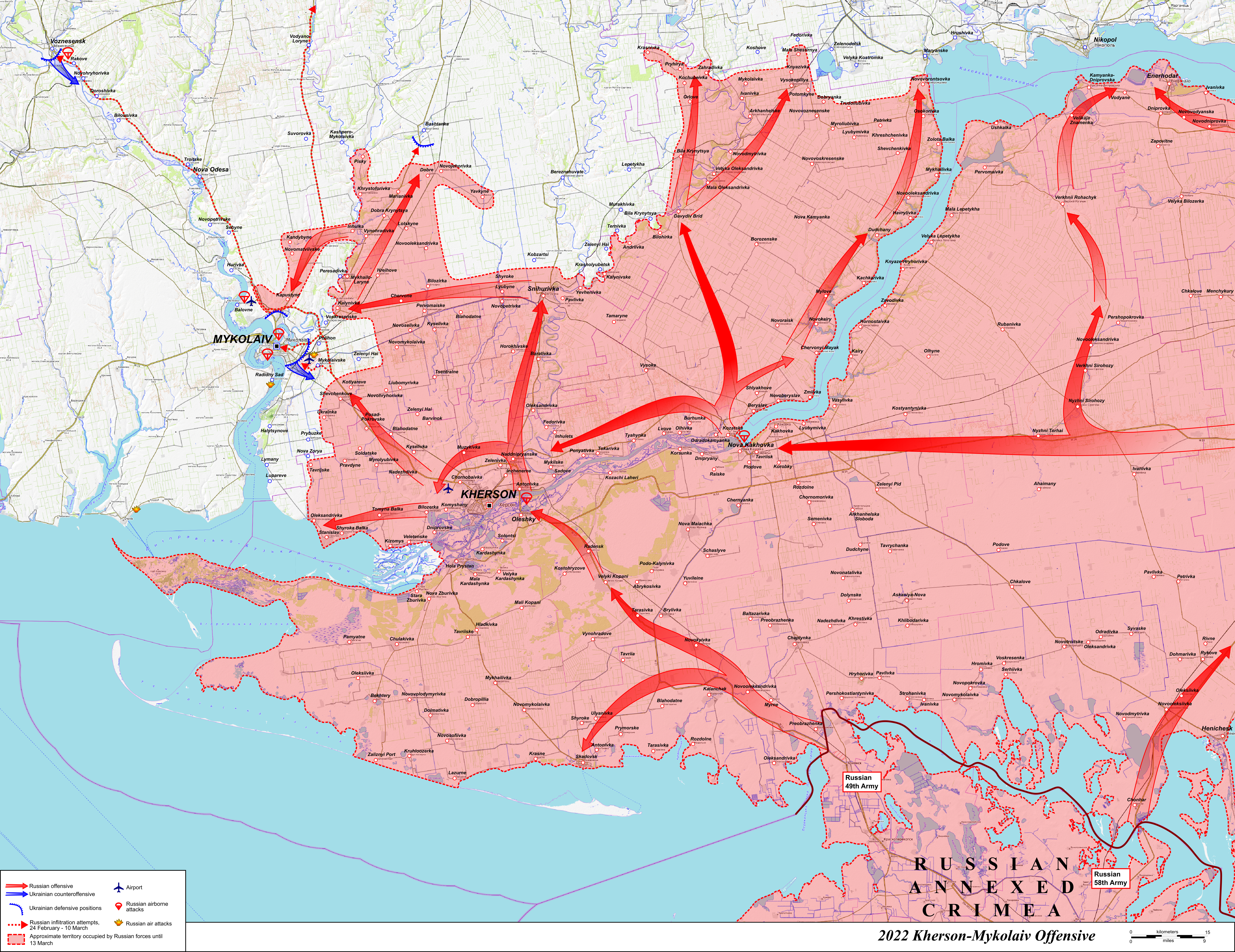
Téměř maximální rozsah ruské invaze

Po Revoluci důstojnosti v roce 2014 Rusko anektovalo Krym. Pod faktickou mocí ruských vojsk byl Krym okupován dalších osm let. Počet ruských vojáků na poloostrově se během rusko-ukrajinské krize v letech 2021 až 2022 navýšil o 10 000.

## Ofenzíva

### 24. únor

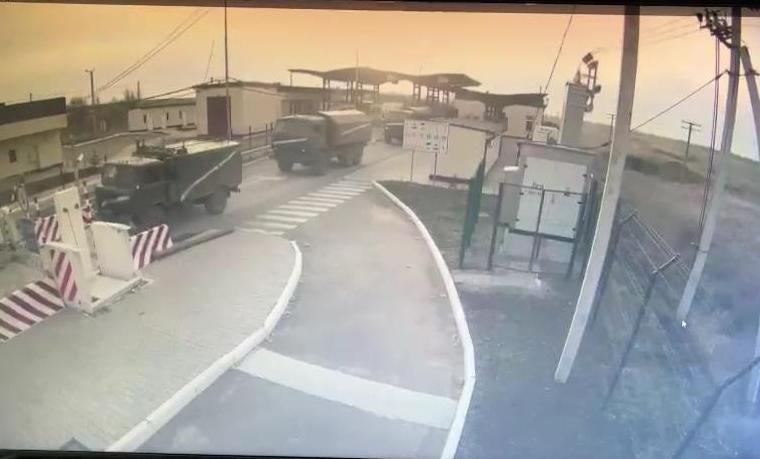
Ruské jednotky vstoupily 24. února na Ukrajinu z Krymu

Krátce poté, co ruský prezident Vladimir Putin oznámil tzv. vojenskou operaci na Ukrajině, začaly Vojenské vzdušné síly Ruské federace odpalovat řízené a balistické střely na cíle v několika městech v Chersonské oblasti. S leteckou podporou pak Ozbrojené síly Ruské federace pronikly do Chersonské oblasti přes oblasti Krymu, které Rusko anektovalo v roce 2014.
Námořnictvo Ruské federace použilo námořní blokádu v Černém moři, aby omezilo Ukrajinu v poskytování podpory jednotkám nacházejícím se v Chersonské oblasti a omezilo přísun zboží na jižní Ukrajinu. Do 3:30 hodin místního času Ukrajina uzavřela veškerou obchodní lodní dopravu v Azovském moři a více než 100 lodí uvízlo v přístavech.
Do večera dorazili Rusové k městu Cherson a vedli s Ukrajinci bitvu o Cherson. Rusové se pokusili překročit Dněpr po Antonovském mostě. Navzdory počátečnímu překročení mostu ruskou armádou se ukrajinským mechanizovaným vojskám podařilo most znovu dobýt.
Ukrajinský prapor byl nasazen na zničení Heničeského mostu u Perekopské šíje, aby zpomalil postup ruských vojsk postupujících z Krymu. Vitalij Skakun, který výbušniny na most nastražil, neměl dost času na ústup z mostu, a tak miny odpálil, čímž se zabil a zničil most. Ukrajinský prezident Volodymyr Zelenskyj Skakunovi posmrtně udělil titul Hrdina Ukrajiny.

### 25. únor
Ráno 25. února obklíčily ruské jednotky město Nova Kachovka. Zpřístupněn byl také Severokrymský kanál, čímž byla fakticky zrušena dlouholetá námořní blokáda, která byla na Krymu zavedena po ruské anexi poloostrova v roce 2014. Boje se začaly přelévat do Záporožské oblasti, když se ruské jednotky přesunuly přes jihovýchod Chersonské oblasti k Melitopolu, který se později vzdal postupujícím ruským silám.
Později během dne se ruské jednotky opět zmocnily Antonovského mostu. Ukrajinské síly zahájily protiútok na Melitopol, aby získaly zpět kontrolu nad městem.

### 26. únor
Podle starosty Chersonu Igora Kolychajeva donutil ukrajinský nálet z 26. února Rusy k ústupu z Chersonu a město zůstalo pod ukrajinskou kontrolou.
Ukrajinská generální prokurátorka Iryna Venediktová prohlásila, že ruské síly zabily novináře a řidiče sanitky u obce Zelenivka na severním předměstí Chersonu. Jiný ukrajinský představitel později uvedl, že mezi městy Radensk a Olešky, která se nacházejí jižně od Chersonu, byla poražena kolona ruské armády.
V odpoledních hodinách se 12 tankům podařilo prorazit u Kachovky a začaly směřovat k Mykolajivu. Starosta města Mykolajiv Vitalij Kim uvedl, že město má na přípravu 5 hodin. Připraveno bylo dělostřelectvo a další zbraně.
Zástupce ukrajinského ministerstva vnitra Vadym Děnisenko prohlásil, že ruské síly postoupily dále směrem k Enerhodaru a Záporožské jaderné elektrárně. Uvedl, že tam rozmísťují rakety Grad, a varoval, že mohou zaútočit na elektrárnu. Záporožská správa uvedla, že ruské jednotky postupující na Enerhodar se později vrátily do vesnice Bolšaja Belozerka, která se nachází 30 kilometrů od města.
Kolem 18:30 byly tanky na předměstí Mykolajova a starosta nařídil občanům, aby zůstali doma, co nejdále od oken. Krátce poté vstoupily do města jednotky a zhruba po 10 minutách vypukla bitva na Jižním Bugu. Podle některých zpráv tanky „projížděly městem“. Ve městě byly také zaznamenány rozsáhlé požáry.
Ruské síly postupující od Melitopolu směrem k Mariupolu, kde probíhala bitva, se zmocnily letiště Berďansk a obklíčily město Berďansk.
Ruská vojska také začala postupovat k Záporožské jaderné elektrárně.

### 27. únor
Mluvčí ruského ministerstva obrany Igor Konašenkov prohlásil, že město Heničesk a letiště Čornobaivka nacházející se u mezinárodního letiště v Chersonu kapitulovaly 27. února ráno před ruskými silami. Později ruské jednotky obklíčily a obsadily část Chersonu. Nakonec se jim podařilo vstoupit do Berďansku.
Později, 27. února, se skupina romských ukrajinských bojovníků údajně zmocnila ruského tanku poblíž Kachovky. Poradce ukrajinského prezidenta Oleksij Arestovyč prohlásil, že Berďansk byl dobyt ruskými silami. Ukrajinské obranné zdroje rovněž uvedly, že se ruské jednotky zmocnily části Chersonu.

### 28. únor
Ruské ministerstvo obrany 28. února oznámilo, že ruské síly kromě okolí Záporožské jaderné elektrárny dobyly Berďansk a Enerhodar. Ukrajina však popřela, že by nad elektrárnou ztratila kontrolu. Starosta Enerhodaru Dmitrij Orlov popřel, že by město a elektrárna byly obsazeny. Později se objevilo video, na němž místní civilisté brání ruskému konvoji ve vjezdu do Enerhodaru tím, že zabarikádují vjezd a donutí ho odjet.
Ukrajinští představitelé obvinili ruské síly, že se snaží využít civilisty shromážděné z vesnic v okolí Chersonu jako živé štíty, aby mohli přejít přes most do Chersonu.

### 1. březen
Brzy ráno 1. března začaly ruské jednotky útočit na Cherson ze západu a postupovaly od mezinárodního letiště Cherson směrem k dálnici na Mykolajiv. Podařilo se jim obklíčit město a dostat se až do sousední vesnice Komišany. Později během dne vstoupily ruské jednotky do Chersonu.
Starosta Melitopolu Ivan Fedorov oznámil, že ruská vojska obsadila město. Představitel ministerstva obrany Spojených států rovněž potvrdil, že ruské síly město obsadily.
Ruské síly rovněž ostřelovaly Baštanku a Mykolajiv. Ukrajinští představitelé později uvedli, že velký ruský konvoj byl v noci poblíž Baštanky napaden a poražen ukrajinskými silami, což Rusy donutilo ustoupit směrem k sousednímu městu Novyj Buh. Tvrdili, že při útoku bylo zničeno „několik desítek ruských obrněných vozidel“. Vitalij Kim uvedl, že během operace byl zničen ukrajinský vrtulník, ale jeho piloti přežili.

### 2. březen
Ruské ministerstvo obrany tvrdilo, že 2. března obsadilo Cherson, ale poradce ukrajinského prezidenta Oleksij Arestovyč toto tvrzení později popřel.